# Confrontos entre Palmeiras e Boca Juniors no futebol
Palmeiras X Boca Juniors é uma partida que envolve dois dos maiores campeões sul-americanos, a Sociedade Esportiva Palmeiras, do Brasil, e o Club Atlético Boca Juniors, da Argentina.
O confronto é um dos mais importantes do continente e já decidiu a competição sul-americana mais famosa e mais tradicional de clubes, a Copa Libertadores da América, além de vários duelos em fases anteriores à final, tanto da própria Libertadores como da Copa Mercosul.

## História
Os dois clubes decidiram a Libertadores de 2000, conquistada pelo Boca Juniors, após dois empates, por 2 a 2, em Buenos Aires, e por 0 a 0, em São Paulo, e vitória da equipe argentina nos pênaltis.

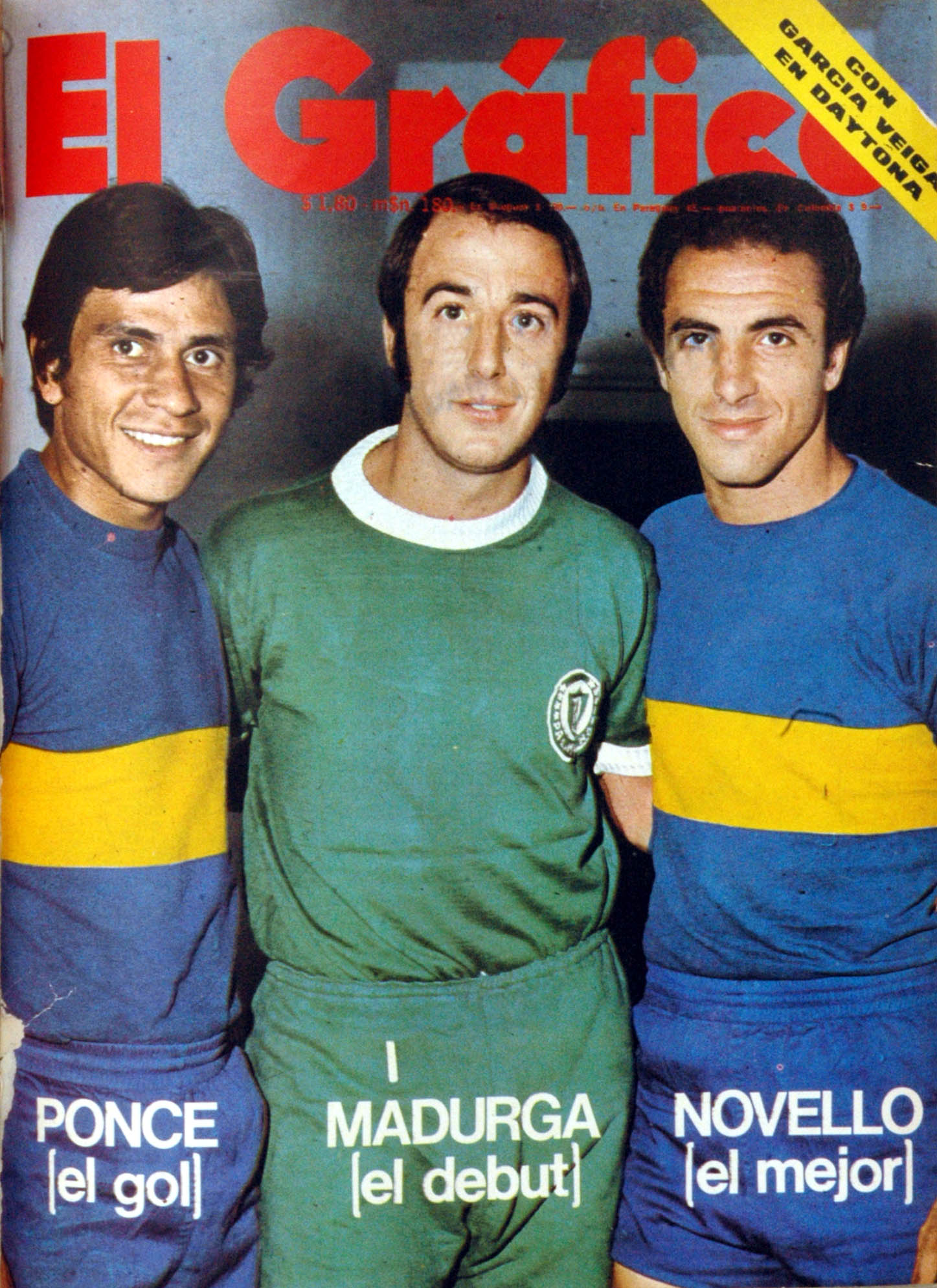
Atacante Madurga, do Palmeiras, no meio dos jogadores Ponce e Novello, do Boca, na capa da revista El Gráfico em 1972

Um ano depois, o mesmo Boca eliminou o Palmeiras nas semifinais da Libertadores de 2001, após dois empates por 2 a 2, em Buenos Aires e São Paulo, com vitória novamente nos pênaltis. O confronto de 2001, especialmente o de ida na capital argentina, é lembrado até o dias de hoje pela torcida alviverde em razão dos erros graves de arbitragem do juiz paraguaio Ubaldo Aquino a favor dos argentinos.
Anos antes, o Palmeiras aplicou a maior goleada da história sofrida pelo Boca em competições internacionais, um 6 a 1 pela Libertadores 1994, que também é a maior derrota do clube argentino na competição continental. Na ocasião, a equipe comandada pelo técnico Vanderlei Luxemburgo fez uma exibição de gala ante a equipe treinada por César Luis Menotti, realizando uma de suas maiores partidas em toda a história.

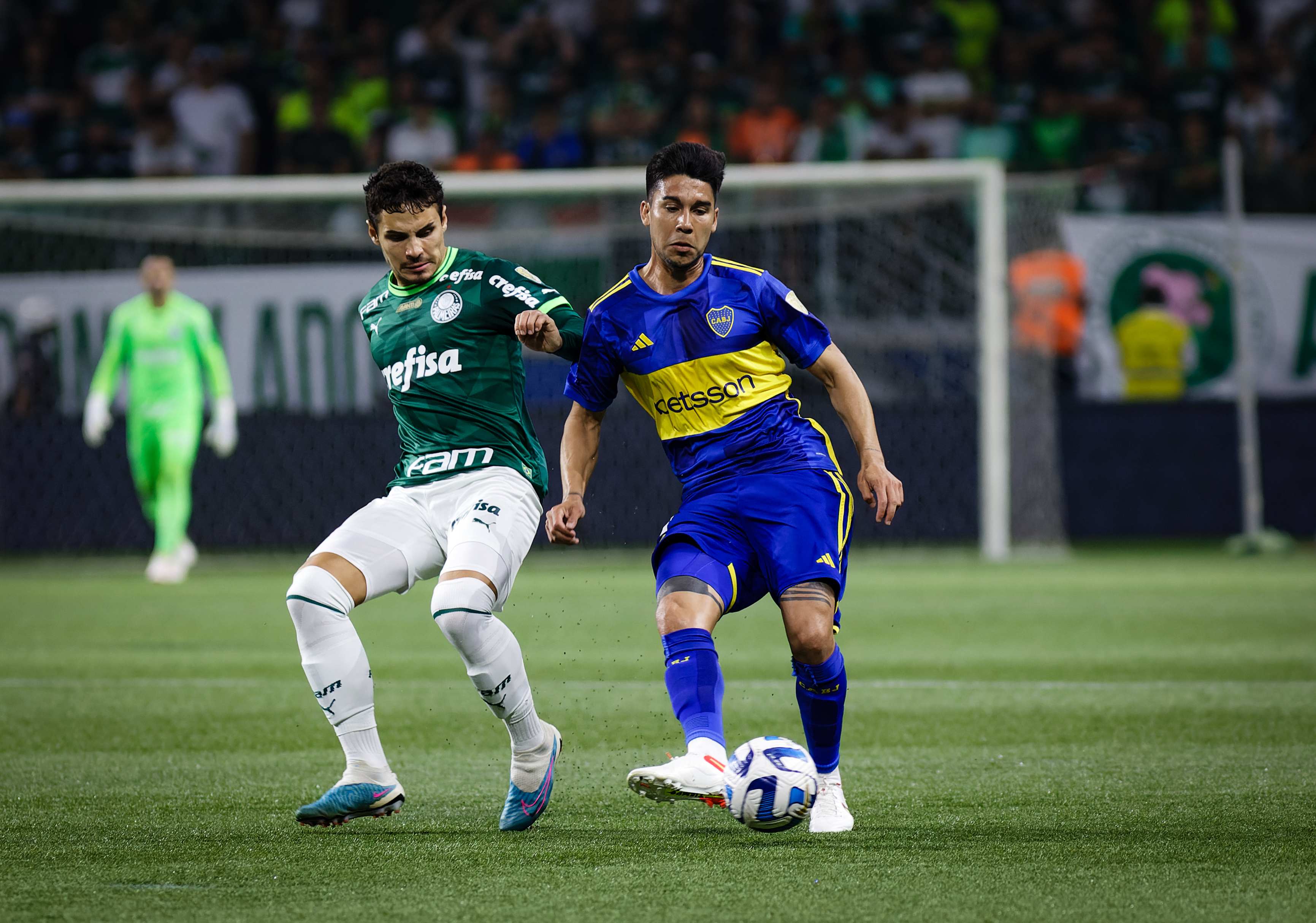
Raphael Veiga, do Palmeiras, e Pol Fernández, do Boca, disputam bola na semifinal da Libertadores de 2023 no Allianz Parque

Em 2018, com uma vitória por 2 a 0, obtida em La Bombonera, em Buenos Aires, na Argentina, na fase de grupos da Copa Libertadores da América de 2018, o Palmeiras estabeleceu várias marcas importantes na competição envolvendo a equipe portenha em La Bombonera. Foi a quinta equipe brasileira a ter derrotado o time argentino no lendário estádio, conseguiu a maior vitória de uma equipe brasileira sobre o Boca na competição e impôs ao Boca a maior derrota para uma agremiação estrangeira em toda a história da Libertadores no estádio do rival.

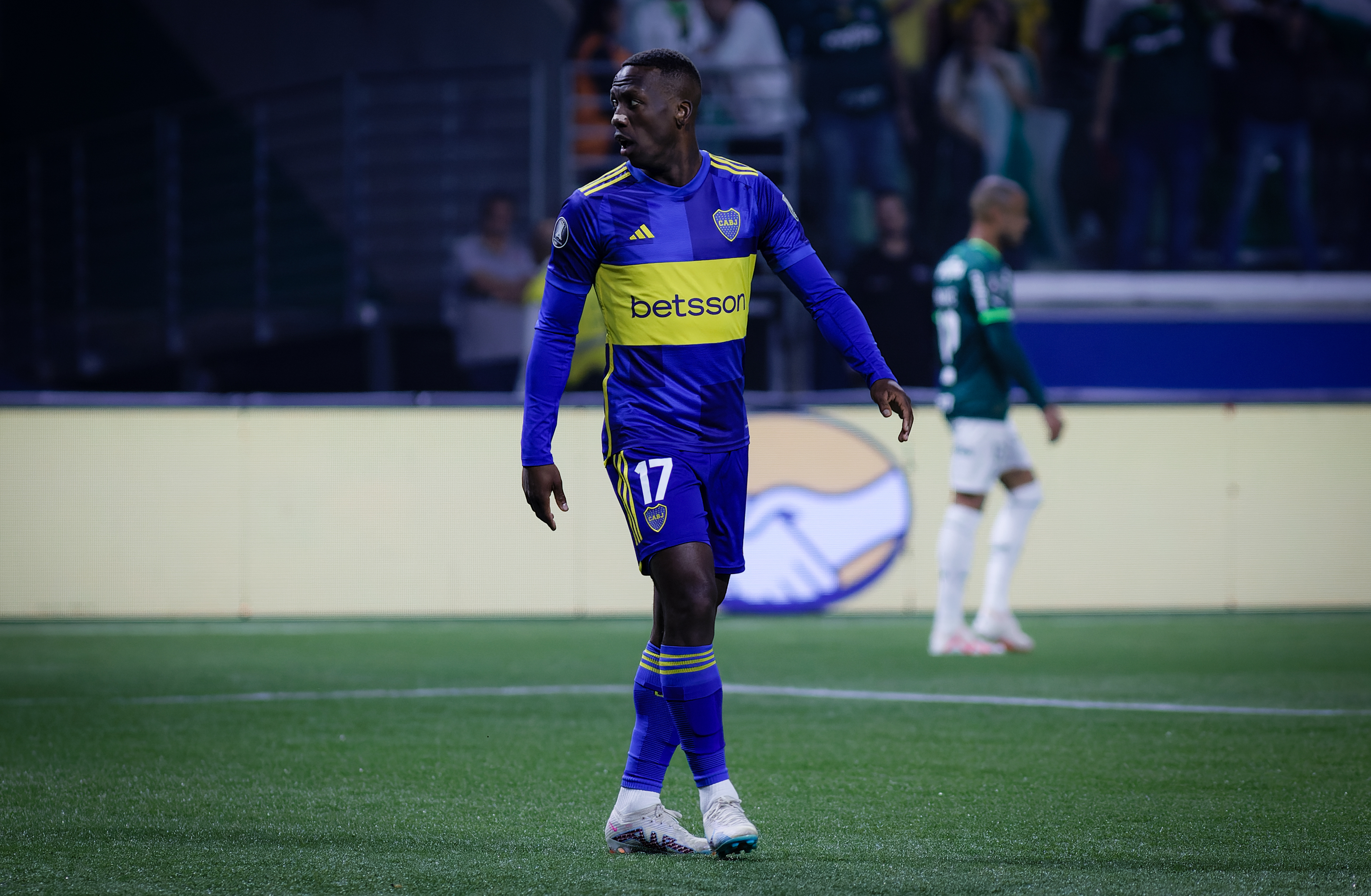
Lateral peruano Advíncula, do Boca, com o lateral Mayke, do Palmeiras ao fundo, na semifinal da Libertadores de 2023 no Allianz Parque

No mesmo ano que impôs nova derrota histórica ao Boca, o Palmeiras voltou a ser eliminado pela equipe argentina no mata-mata de uma Libertadores e, novamente numa semifinal. No primeiro jogo, em Buenos Aires, o clube portenho venceu o paulista com dois gols marcados pelo atacante Dario Benedetto na etapa final. No jogo de volta, a partida no Allianz Parque contou com altas doses de emoção, já que o clube brasileiro saiu atrás no placar no primeiro tempo, virou na segunda etapa e ficou perto de marcar os dois gols de diferença no saldo para se classificar, mas foi eliminado com o gol marcado novamente por Benedetto.
Em 2023, o Palmeiras voltou a enfrentar o Boca Juniors pela Libertadores. Os dois jogos (de ida e volta) acabaram empatados, o primeiro sem gols, e o segundo por 1 a 1, tendo sido vencido, nos pênaltis, pelo Boca pelo placar de 4 a 2.

## Lista de Confrontos
| Nº | Data                    | Mandante        | Placar        | Visitante    | Competição                               | Estádio         | Cidade        |
| -- | ----------------------- | --------------- | ------------- | ------------ | ---------------------------------------- | --------------- | ------------- |
| 1  | 3 de fevereiro de 1935  | Palestra Itália | 1 x 1         | Boca Juniors | Amistoso                                 | Palestra Itália | São Paulo     |
| 2  | 12 de janeiro de 1947   | Palmeiras       | 2 x 2         | Boca Juniors | Amistoso                                 | Pacaembu        | São Paulo     |
| 3  | 23 de janeiro de 1947   | Boca Juniors    | 2 x 3         | Palmeiras    | Torneio do Atlântico                     | Centenario      | Montevidéu    |
| 4  | 31 de janeiro de 1948   | Palmeiras       | 2 x 1         | Boca Juniors | Amistoso                                 | Pacaembu        | São Paulo     |
| 5  | 21 de novembro de 1951  | Palmeiras       | 1 x 1         | Boca Juniors | Amistoso                                 | Pacaembu        | São Paulo     |
| 6  | 21 de março de 1956     | Palmeiras       | 2 x 0         | Boca Juniors | Torneio Internacional Roberto G. Pedrosa | Pacaembu        | São Paulo     |
| 7  | 28 de fevereiro de 1959 | Boca Juniors    | 1 x 1         | Palmeiras    | Amistoso                                 | La Bombonera    | Buenos Aires  |
| 8  | 23 de janeiro de 1969   | Boca Juniors    | 0 x 2         | Palmeiras    | Copa de Oro                              | San Martín      | Mar del Plata |
| 9  | 10 de abril de 1969     | Palmeiras       | 0 x 2         | Boca Juniors | Amistoso                                 | Palestra Itália | São Paulo     |
| 10 | 5 de fevereiro de 1972  | Palmeiras       | 1 x 1         | Boca Juniors | Torneio Mar del Plata                    | San Martín      | Mar del Plata |
| 11 | 15 de fevereiro de 1972 | Boca Juniors    | 0 x 1         | Palmeiras    | Torneio Mar del Plata                    | San Martín      | Mar del Plata |
| 12 | 20 de agosto de 1993    | Palmeiras       | 1 (5) x (4) 1 | Boca Juniors | Copa Parmalat                            | Ennio Tardini   | Parma         |
| 13 | 9 de março de 1994      | Palmeiras       | 6 x 1         | Boca Juniors | Copa Libertadores                        | Palestra Itália | São Paulo     |
| 14 | 30 de março de 1994     | Boca Juniors    | 2 x 1         | Palmeiras    | Copa Libertadores                        | La Bombonera    | Buenos Aires  |
| 15 | 30 de outubro de 1998   | Palmeiras       | 3 x 1         | Boca Juniors | Copa Mercosul                            | Palestra Itália | São Paulo     |
| 16 | 4 de novembro de 1998   | Boca Juniors    | 1 x 1         | Palmeiras    | Copa Mercosul                            | La Bombonera    | Buenos Aires  |
| 17 | 14 de junho de 2000     | Boca Juniors    | 2 x 2         | Palmeiras    | Copa Libertadores                        | La Bombonera    | Buenos Aires  |
| 18 | 21 de junho de 2000     | Palmeiras       | 0 (2) x (4) 0 | Boca Juniors | Copa Libertadores                        | Morumbi         | São Paulo     |
| 19 | 7 de junho de 2001      | Boca Juniors    | 2 x 2         | Palmeiras    | Copa Libertadores                        | La Bombonera    | Buenos Aires  |
| 20 | 13 de junho de 2001     | Palmeiras       | 2 (2) x (3) 2 | Boca Juniors | Copa Libertadores                        | Palestra Itália | São Paulo     |
| 21 | 9 de julho de 2010      | Palmeiras       | 0 x 2         | Boca Juniors | Amistoso                                 | Palestra Itália | São Paulo     |
| 22 | 11 de abril de 2018     | Palmeiras       | 1 x 1         | Boca Juniors | Copa Libertadores                        | Allianz Parque  | São Paulo     |
| 23 | 25 de abril de 2018     | Boca Juniors    | 0 x 2         | Palmeiras    | Copa Libertadores                        | La Bombonera    | Buenos Aires  |
| 24 | 24 de outubro de 2018   | Boca Juniors    | 2 x 0         | Palmeiras    | Copa Libertadores                        | La Bombonera    | Buenos Aires  |
| 25 | 31 de outubro de 2018   | Palmeiras       | 2 x 2         | Boca Juniors | Copa Libertadores                        | Allianz Parque  | São Paulo     |
| 26 | 28 de setembro de 2023  | Boca Juniors    | 0 x 0         | Palmeiras    | Copa Libertadores                        | La Bombonera    | Buenos Aires  |
| 27 | 5 de outubro de 2023    | Palmeiras       | 1 (2) x (4) 1 | Boca Juniors | Copa Libertadores                        | Allianz Parque  | São Paulo     |

## Retrospectos

### Geral
| Confronto                | Jogos | Vitórias | Empates | Derrotas | Gols Feitos | Gols Sofridos | Saldo de Vitórias |
| Palmeiras x Boca Juniors | 27    | 8        | 15      | 4        | 40          | 31            | +4                |

#### Por Clube
| Clube        | Vitórias | Empates | Derrotas |
| ------------ | -------- | ------- | -------- |
| Palmeiras    | 8        | 15      | 4        |
| Boca Juniors | 4        | 15      | 8        |

##### Por Competição
| Competição            | Jogos | Vitórias Boca Juniors | Vitórias Palmeiras | Empates |
| --------------------- | ----- | --------------------- | ------------------ | ------- |
| Copa Libertadores     | 12    | 2                     | 2                  | 8       |
| Amistosos             | 10    | 2                     | 3                  | 5       |
| Torneio Mar del Plata | 2     | 0                     | 1                  | 1       |
| Copa Mercosul         | 2     | 0                     | 1                  | 1       |
| Copa de Oro           | 1     | 0                     | 1                  | 0       |

##### Em disputas de pênalti
| Competição                | Fase      | Placar                           |
| ------------------------- | --------- | -------------------------------- |
| Copa Parmalat de 1993     | Semifinal | Palmeiras (5) x (4) Boca Juniors |
| Copa Libertadores de 2000 | Final     | Palmeiras (2) x (4) Boca Juniors |
| Copa Libertadores de 2001 | Semifinal | Palmeiras (2) x (3) Boca Juniors |
| Copa Libertadores de 2023 | Semifinal | Palmeiras (2) x (4) Boca Juniors |